# Les Saisons du cœur
Pour plus de détails, voir Fiche technique et Distribution.
Les Saisons du cœur (Places in the Heart) est un film américain réalisé par Robert Benton, sorti en 1984.

## Synopsis
Après la crise de 1929, au Texas, (États-Unis), le combat d'une veuve, Edna Spalding, pour conserver sa ferme, sa famille. Alors que tous lui conseillent de vendre sa propriété, Edna, jeune veuve avec deux enfants, se bat afin de conserver ses biens. Elle trouvera de l'aide auprès d'un aveugle et d'un métayer noir.

## Fiche technique
- Titre : Les Saisons du cœur
- Titre original : Places in the Heart
- Réalisation : Robert Benton
- Scénario : Robert Benton
- Production : Arlene Donovan et Michael Hausman
- Musique : John Kander
- Photographie : Néstor Almendros
- Montage : Carol Littleton
- Costumes : Ann Roth
- Société de distribution : TriStar
- Pays d'origine : États-Unis
- Langue : anglais
- Format : Couleurs - Stéréo
- Genre : Drame
- Durée : 112 minutes
- Date de sortie : 1984

## Distribution
- Sally Field (VF : Martine Messager) : Edna Spalding
- Lindsay Crouse (VF : Nelly Vignon) : Margaret Lomax
- Ed Harris (VF : Julien Thomast) : Wayne Lomax
- Amy Madigan (VF : Maïk Darah) : Viola Kelsey
- John Malkovich (VF : Georges Berthomieu) : M. Will
- Danny Glover (VF : Med Hondo) : Moze
- Yankton Hatten : Frank Spalding
- Gennie James : Possum Spalding
- Lane Smith (VF : Jacques Deschamps) : Albert Denby
- Terry O'Quinn (VF : François Leccia) : Buddy Kelsey
- Ray Baker : le shérif Royce Spalding
- Jay Patterson (VF : Roger Dumas) : W.E. Simmons

## Distinctions
- Oscar de la meilleure actrice pour Sally Field
- Oscar du meilleur scénario original pour Robert Benton